# 鱼珠车辆段
鱼珠车辆段位于中国广东省广州市黄埔区鱼珠街道黄埔大道东，西起黄埔大道，东北至中山大道，为八字线接轨，位于三溪站和鱼珠站之间。为广州地铁五号线的车辆维护与停放基地，佔地面積約26公頃。
鱼珠车辆段是中国首个直线电机地铁车辆大架修基地，负责广州地铁4、5、6号线直线电机车辆的大架修任务，并且设有轮对检修基地，负责广州市轨道交通线网车辆的轮对大修任务。鱼珠车辆段也是中国第一条融合A、B、L 型车辆的轮对检修作业线。 设计规模为停车列检56列位、检查3列位、定修1列位、临修1列位、大架修4.5列位。
由于5号线在正线使用第三轨供电，在车辆段使用接触网供电，因此有别于普通线路地在车辆段入口会有一段同时存在接触网和第三轨的轨道供列车转换。此外车辆段内的试车线也同时布置有接触网和第三轨。
鱼珠车辆段内的主要建筑物有污水处理站、工程车库、洗车机棚及控制室、调机库、检修主厂房、运用库、停车列检棚、车辆段综合楼等。在出入段线和试车线之间的三角区设有鱼珠主变电站。
鑑於7號線開通前，廣州地鐵的線網內既有A、B型車路線沒有與L型車路線連接的聯絡線，從國鐵路線運送的新購列車只能解編後通過平板車轉運，因此車輛段內亦有一段既無接觸網亦無第三軌的軌道，用於裝卸由平板車運輸的車廂。
魚珠車輛段建设时已在南側預留土地，供13號線二期工程建设停车场。